# Henrik van Asch van Wijck

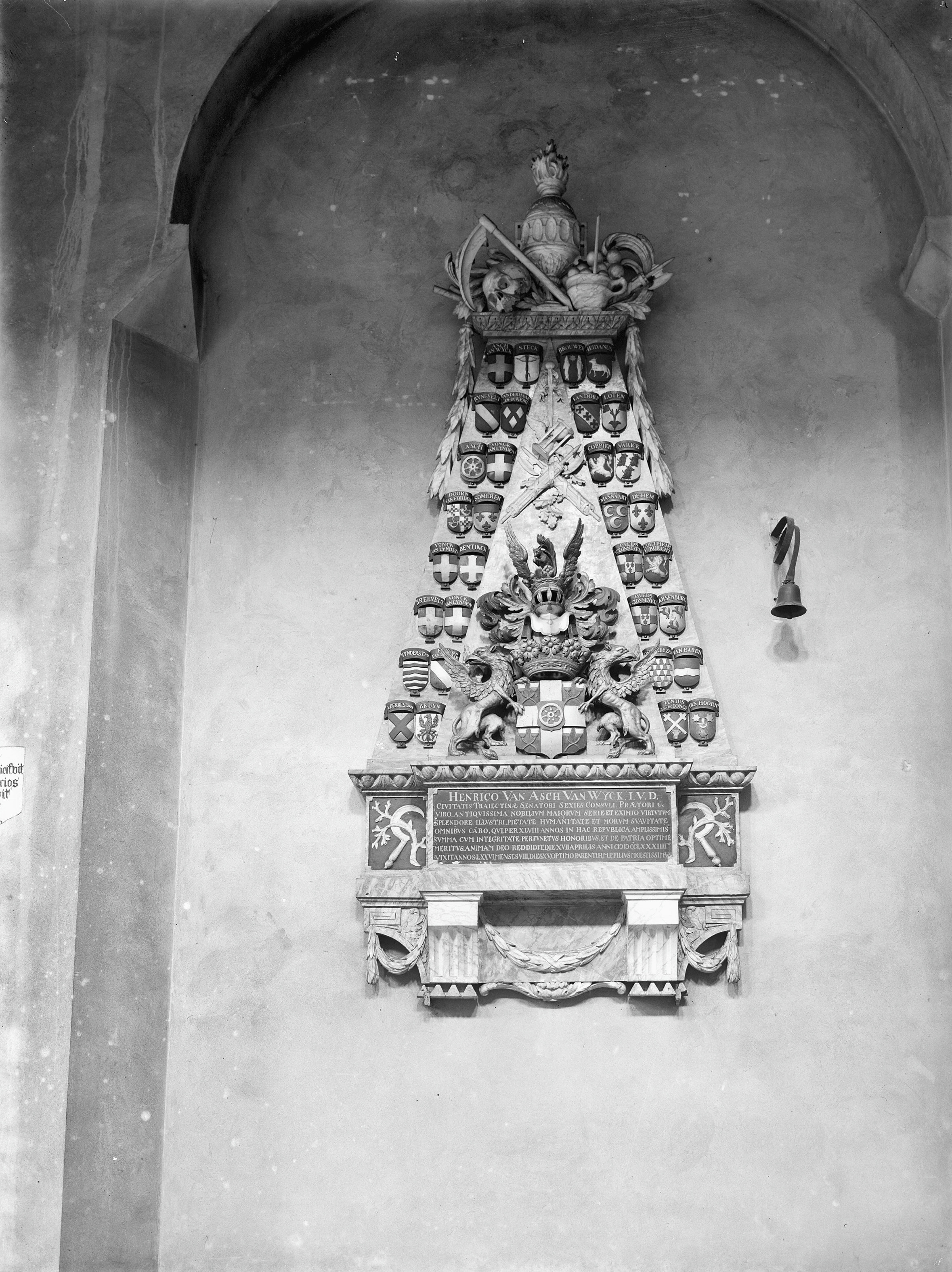
Grafmonument Hendrik van Asch van Wijck, Pieterskerk, Utrecht

Henrik van Asch van Wijck, heer van Prattenburg (Utrecht, 2 augustus 1707 - begraven aldaar, 17 april 1784) was onder andere burgemeester van Utrecht.

## Biografie
Mr. Van Wijck was lid van de familie Van Asch van Wijck en een zoon van Mr. Anthonius [van Asch] van Wijck, heer van Prattenburg (1662-1728), hoogheemraad en schepen van Utrecht, en Clara Jacoba Brouwer (1670-1719). Hij trouwde in 1739 met Anna Maria van Breugel (1714-1766); zij zijn stamouders van het adellijke geslacht Van Asch van Wijck. Van Wijck promoveerde in 1730 te Utrecht op het proefschrift De poena cogitationum. Hij was daarna onder andere bewindhebber van de West-Indische Compagnie, nog later raad, schepen en tussen 1753 en 1778 drie maal burgemeester van Utrecht.
Van Wijck had naast zijn functie als burgemeester van Utrecht ook nog de volgende functies: extra-ordinaris raadsheer bij het hof van de provincie Utrecht, gecommitteerde raad ter Admiraliteit van Amsterdam, ontvanger van de 20e en 40e penning van Utrecht, lid van de Staten van den lande van Utrecht, gecommitteerde en daarna president der financiën, extra-ordinaris lid van Gedeputeerde Staten van Utrecht, veenraad van de Gelderse en Stichtse Venen.
In de Pieternellenkapel bevindt zich het obeliskvormige grafmonument van Van Wijck.